# New Vibe Man in Town
| Recensione | Giudizio |
| ---------- | -------- |
| AllMusic   |          |

New Vibe Man in Town è il primo album discografico del vibrafonista jazz statunitense Gary Burton, pubblicato dalla casa discografica RCA Victor Records nel luglio del 1962.

## Tracce

### LP
Lato A
1. Joy Spring – 3:35 (Clifford Brown) – Registrato il 6 luglio 1961
2. Over the Rainbow – 4:18 (Harold Arlen, Yip Harburg) – Registrato il 6 luglio 1961
3. Like Someone in Love – 3:02 (Johnny Burke, Jimmy van Heusen) – Registrato il 6 luglio 1961
4. Minor Blues – 5:27 (Arif Mardin) – Registrato il 7 luglio 1961

Lato B
1. Our Waltz – 4:28 (David Rose) – Registrato il 7 luglio 1961
2. So Many Things – 4:10 (Marian McPartland) – Registrato il 7 luglio 1961
3. Sir John – 4:03 (Blue Mitchell) – Registrato il 6 luglio 1961
4. You Stepped Out of a Dream – 4:26 (Nacio Herb Brown, Gus Kahn) – Registrato il 7 luglio 1961 [3]

## Formazione
- Gary Burton - vibrafono
- Gene Cherico - contrabbasso
- Joe Morello - batteria

Note aggiuntive
- George Avakian - produttore
- Registrato il 6 e 7 luglio 1961 al Webster Hall Studios di New York City, New York (Stati Uniti)
- Ray Hall - ingegnere delle registrazioni[4] [5]